# RBC Capital Markets
RBC Marchés des Capitaux (en anglais RBC Capital Markets) est une banque d'investissement mondiale qui fournit des services dans les domaines de la finance, des marchés financiers aux entreprises, aux investisseurs institutionnels, aux gestionnaires d'actifs et aux gouvernements du monde entier. RBC dispose de 70 bureaux dans 15 pays à travers l'Amérique du Nord, le Royaume-Uni, l'Europe et la région Asie-Pacifique. Les estimations d'emploi pour les professionnels de RBC sont d'environ 7 800 selon les rapports de l'entreprise. Les services fournis incluent les informations nécessaires pour lever des capitaux, accéder aux marchés, atténuer les risques et acquérir ou céder des actifs pour des clients du monde entier.

## Aperçu
RBC Marchés des Capitaux fait partie de la Banque royale du Canada. En activité depuis 1869, RBC est la cinquième plus grande banque en Amérique du Nord et la 11e plus grande banque au monde en matière de capitalisation boursière ,.

## Filiale
La division de RBC fait appel à différentes filiales de courtage :
- Canada : RBC Dominion valeurs mobilières Inc.
- États-Unis : RBC Capital Markets, LLC
- Europe : RBC Europe Limited (RBCEL)
- Japon : RBC Capital Markets (Japan) Ltd.
- Australie et Asie : Royal Bank of Canada (ARBN 076 940 880)